# Corea del Sur en los Juegos Paralímpicos de Albertville 1992
Corea del Sur estuvo representada en los Juegos Paralímpicos de Albertville 1992 por dos deportistas masculinos. El equipo paralímpico surcoreano no obtuvo ninguna medalla en estos Juegos.